# Forsthub (Grub am Forst)
Forsthub ist ein Gemeindeteil vonGrub am Forst im oberfränkischen Landkreis Coburg.

## Geographie
Das Dorf liegt am nördlichen Rand des Lichtenfelser Forstes mit Gleisenau in der südlichen Nachbarschaft. Das Dorf ist ländlich geprägt. Im Norden verläuft die Bundesstraße 303 und im Osten die seit Oktober 2008 fertiggestellte Bundesautobahn 73 (Suhl–Nürnberg). Bis zum Haltepunkt Grub am Forst an der Bahnstrecke Coburg–Lichtenfels sind es etwa 500 Meter Luftlinie.

## Geschichte
Forsthub mit Gleisenau ist eng mit der Geschichte des Lichtenfelser Forstes verbunden. Eine erste Nennung war im 9. Jahrhundert, als in Zeickhorn „custos nemoris cum una huba“ zum fränkischen Reichsgut gehörte. Die nächste Erwähnung folgte 1334 als „Forsthube“.
Forsthub ist im Mittelalter entstanden. Der Name bedeutet so viel wie eine Hube für den Förster.
1818 wurden Forsthub und Gleisenau in das fünf Kilometer entfernte Buch am Forst im Bezirksamt Lichtenfels eingegliedert. 1878 hatte der Weiler 35 Einwohner und 13 Gebäude.
Am 1. Januar 1978 erfolgte die Eingemeindung des Dorfes Forsthub und der Einöde Gleisenau nach Grub am Forst im Landkreis Coburg.
1987 zählte Forsthub 47 Einwohner und 11 Wohnhäuser. In den letzten Jahren ist die kleine Ortschaft von 15 auf 21 Wohngebäude angewachsen. In der Dorfmitte gibt es einen Spielplatz mit Bolzplatz, der 2022 zum Mehrgenerationstreffpunkt mit Boulebahn erweitert wurde.

## Baudenkmäler
- Forsthaus